# Hobart
Hobart (wym. [ˈhoʊbɑrt]) – miasto w Australii, stolica Tasmanii. Założone zostało (jako kolonia karna) w 1804 i było drugim po Sydney miastem na tym kontynencie. Hobart prawa miejskie posiada od 1842 i jest centrum finansowym i administracyjnym Tasmanii. W 2006 roku liczyło 205 566 mieszkańców.
W mieście znajduje się polski konsulat honorowy.

## Geografia
Hobart położone jest w południowo-wschodniej części wyspy Tasmania, oddalone około 22 km od ujścia rzeki Derwent, która wpada do zatoki Storm Bay. Główna część miasta położona jest na zachodnim brzegu. We wschodniej części miasta występują licznie niskie pagórki i mały grzbiet górski zwany Meehan Range. Nad miastem dominuje widok góry Mount Wellington, która wznosi się na wysokość 1271 m n.p.m. Z podnóża tej góry wypływa strumyk Hobart, który płynie pod miastem i wpada do rzeki Derwent.

## Klimat
Hobart położone jest w strefie klimatu morskiego. Najwyższą temperaturę zanotowano 4 stycznia 1976 roku i wynosiła 40,8 °C, natomiast najniższą temperaturę zanotowano 25 czerwca 1972 i wynosiła –2,8 °C. Średnie dzienne nasłonecznienie dla tego miasta wynosi 5,9 godzin (mniejsze jest tylko w Melbourne). W zimie na miasto rzadko spada śnieg w przeciwieństwie do góry Mount Wellington, na której właściwie przez cały rok (również w lecie) występują opady śniegu.
| Miesiąc                                 | Sty  | Lut  | Mar  | Kwi  | Maj  | Cze  | Lip  | Sie  | Wrz  | Paź  | Lis  | Gru  | Roczna |
| --------------------------------------- | ---- | ---- | ---- | ---- | ---- | ---- | ---- | ---- | ---- | ---- | ---- | ---- | ------ |
| Średnie temperatury w dzień [°C]        | 21,6 | 21,6 | 20,1 | 17,3 | 14,4 | 12,0 | 11,6 | 13,0 | 15,1 | 16,9 | 18,7 | 20,3 | 16,9   |
| Średnie temperatury w nocy [°C]         | 11,9 | 12,0 | 10,8 | 8,9  | 6,9  | 5,2  | 4,5  | 5,2  | 6,4  | 7,7  | 9,2  | 10,8 | 8,3    |
| Opady [mm]                              | 48,0 | 39,9 | 45,2 | 51,4 | 46,8 | 54,0 | 52,5 | 52,9 | 52,7 | 62,1 | 53,7 | 57,0 | 616,2  |
| Źródło: Bureau of Meteorology 1881-2008 |      |      |      |      |      |      |      |      |      |      |      |      |        |

## Ludność
Według spisu ludność z 2006 roku Hobart zamieszkuje 205 566 mieszkańców, z czego ok. 12% ludności urodziło się poza granicami Australii, głównie są pochodzenia brytyjskiego, nowozelandzkiego, holenderskiego i niemieckiego.
Przynależność do Kościoła chrześcijańskiego deklaruje 63,8% mieszkańców. Głównie są wyznania anglikańskiego (29,8%) oraz katolickiego (21,1%), ale również należą do Zjednoczonego Kościoła (ang. Uniting Church) – 4,2%.

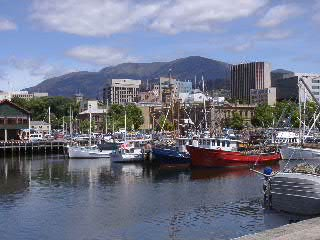
Widok z portu na centrum miasta oraz górę Mt Wellington

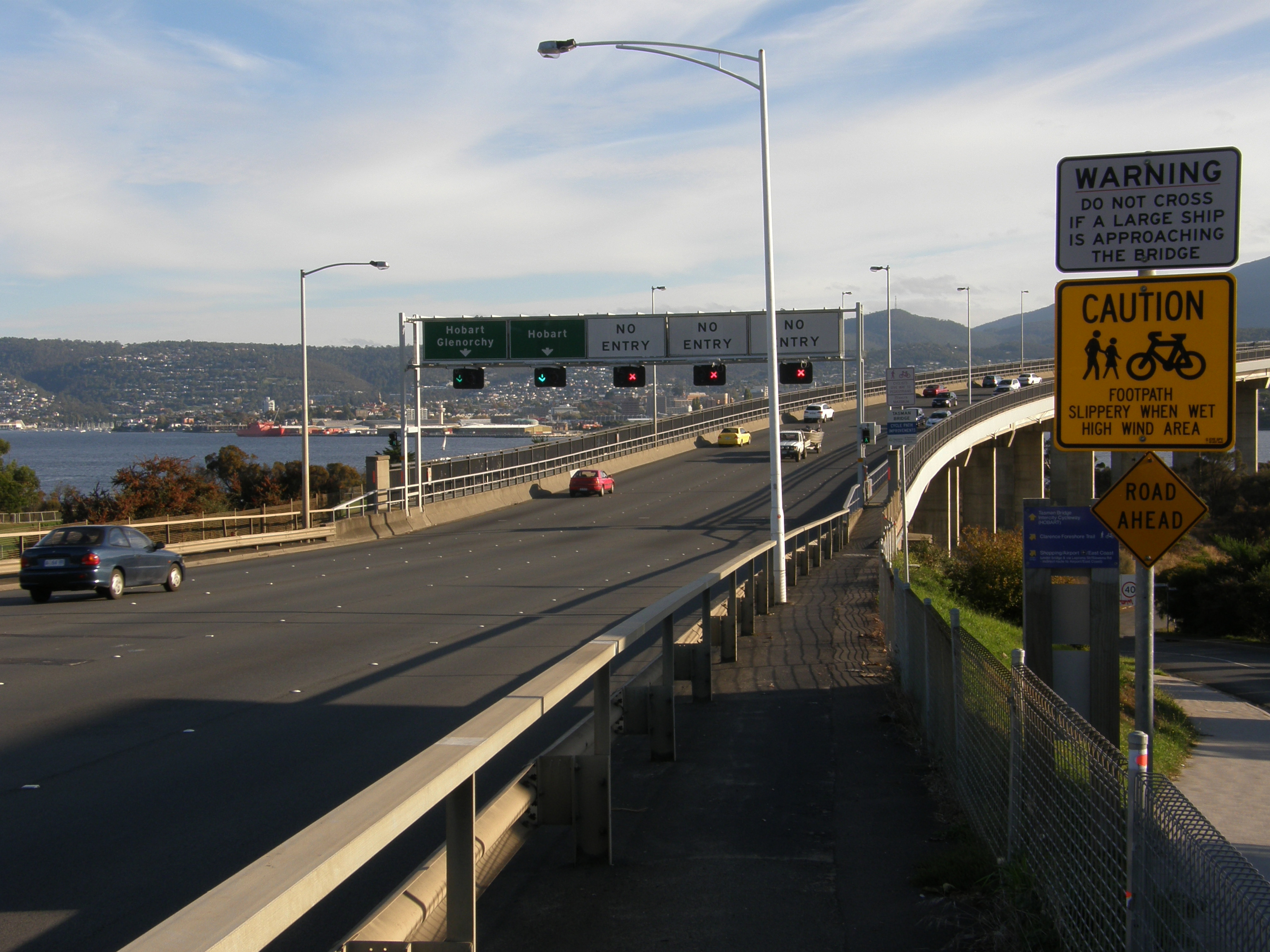
Wjazd na most Tasmana

| Rok  | Populacja. |
| ---- | ---------- |
| 1803 | 433        |
| 1810 | 2500       |
| 1824 | 5000       |
| 1835 | 38 959     |
| 1842 | 57 420     |
| 1958 | 105 000.   |
| 1968 | 140 000    |
| 1976 | 164 400    |
| 1981 | 173 700    |
| 1986 | 182 100    |
| 1991 | 183 500    |
| 1996 | 195 800    |
| 2001 | 197 282    |
| 2006 | 205 566    |

## Gospodarka
Wielkie znaczenie dla tutejszej gospodarki ma port morski, który stanowi m.in. bazę wypadową dla australijskich i francuskich wypraw na Antarktydę. Port ładuje około 2000 ton ładunku rocznie na australijski statek badawczy Aurora Australis. Hobart jest również ważnym ośrodkiem przemysłowym Tasmanii, zlokalizowane są tu tartaki, cementownie, przędzalnie wełny, zakłady elektrolizy cynku i huta cynku obsługiwana przez Nyrstar (jedna z największych na świecie firm produkujących cynk). W mieście funkcjonują również inne ważne przedsiębiorstwa, takie jak fabryki katamaranów, Cadbury (producent słodyczy i napojów) i Cascade Brewery (najstarsza firma browarowa w Australii) położony w pobliżu naturalnych wód źródlanych Mount Wellington. W okolicy Hobart działa wiele winnic.

## Transport
Transport publiczny jest obsługiwany jedynie przez linie autobusowe (przedsiębiorstwo Metro Tasmania finansowane przez rząd stanowy). Od 1893 miasto było obsługiwane przez linie tramwajowe, które zostały zamknięte na początku lat 60. XX wieku i zastąpione przez sześć linii trolejbusowych, które kursowały do 1968. Pociągi podmiejskie kursowały w Hobart do 1974 roku.
Ważną rolę w komunikacji miasta pełnią 3 główne autostrady (Southern Outlet, Tasman Highway i Brooker Highway), którymi można dojechać do większości miejsc zlokalizowanych w aglomeracji Hobart, oraz most Tasmana, który łączy zachodni brzeg miasta ze wschodnim. Przedsiębiorstwa taksówkowe obsługują firmy Taxi Combined (posiada największą liczbę taksówek) i Yellow Cabs.
W mieście działa Port lotniczy Hobart (ang. Hobart International Airport). Loty krajowe obsługiwane są m.in. przez następujących przewoźników: Jetstar Airways, Qantas, Tiger Airways i Virgin Blue. Tymi liniami można dolecieć do Melbourne, Sydney, Brisbane oraz Adelaide.

## Władze lokalne
Aglomeracja miasta Hobart składa się z 5 obszarów samorządowych. Wszystkie lokalne rządy odpowiedzialne są m.in. za wywóz odpadów i za kanalizacje miasta. Większość wydarzeń (np. Taste of Tasmania, Hobart Summer Festival) oraz transport publiczny są finansowane przez rząd stanowy.

### Podział aglomeracji Hobart
- Brighton Council
- Kingborough Council
- City of Clarence
- City of Glenorchy
- City of Hobart

## Sport
Nawet pomimo faktu, że futbol australijski cieszy się dużą popularnością w kraju, Hobart nie posiada zespołu, który by występował w AFL. Jednak istnieje możliwość, że planowany klub Tasmania United FC będzie reprezentował miasto w rozgrywkach A-League. W Hobart ma siedzibę klub krykietowy Tasmanian Tigers oraz występująca w lidze Big Bash League drużyna Hobart Hurricanes, jak również klub koszykarski Hobart Chargers, który występuje w South East Australian Basketball League.
Każdego roku odbywa się jeden z bardziej prestiżowych wyścigów żeglarskich z Sydney do Hobart, którego trasa liczy 1170 km (630 mil morskich).
Od 1994 roku rozgrywany jest turniej tenisowy kobiet Hobart International.
Ważniejsze obiekty sportowe: Bellerive Oval, Hobart Aquatic Centre, North Hobart Oval i Tattersalls Park.

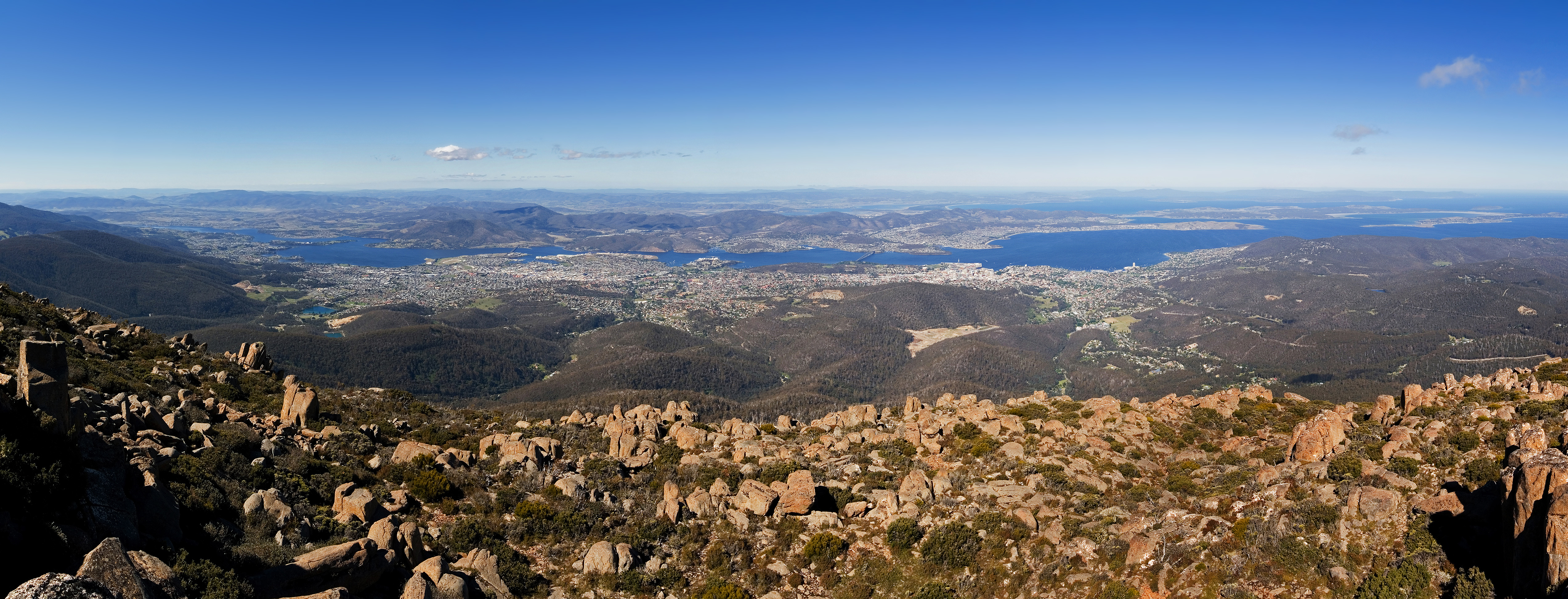
Panorama aglomeracji Hobart z Mt Wellington

## Miasta partnerskie
- Yaizu[12]
- L’Aquila[12]